# Geschichte des Christentums in Österreich
Die Geschichte des Christentums in Österreich beschreibt die Christianisierung und die Geschichte der christlichen Kirchen auf dem Gebiet der heutigen Republik Österreich. Die seit dem späten 13. Jahrhundert regierenden Habsburger unterstützten eine Dominanz der Römisch-katholischen Kirche und unterdrückten alternative Religionsgemeinschaften, die sich deshalb jahrhundertelang nicht entfalten konnten.

## Römisches Reich

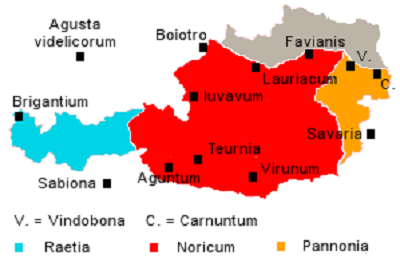
Römische Provinzen in Österreich

Das Christentum ist wahrscheinlich im 2. Jahrhundert durch Soldaten in die römischen Provinzen Rätien, Noricum und Pannonien gekommen. Das Regenwunder im Marchfeld (um 173) während der Markomannenkriege und das Martyrium des hl. Florian (um 304) bezeugen die Anwesenheit von Christen.
Nach der Mailänder Vereinbarung zwischen den Kaisern Konstantin und Licinius im Jahr 313 begann eine stärkere Ausbreitung des Christentums vor allem in den Städten und eine Zerstörung der heidnischen Kultstätten. Die Anwesenheit von Bischöfen aus Noricum auf der Synode von Serdica (heute: Sofia) im Jahr 343 belegt, dass mit dem Aufbau von Diözesen begonnen wurde. Bischofssitze sind für diese Zeit nachgewiesen in Aguntum (bei Lienz), Lauriacum (Lorch), Teurnia (auch: Tiburnia) (bei Spittal an der Drau) und Virunum (bei Klagenfurt), nicht gesichert sind Bischöfe in Carnuntum (bei Petronell), Iuvavum (Salzburg), Ovilava (Wels) und Vindobona (Wien).
Nach der Schlacht am Frigidus am 5. und 6. September des Jahres 394 wurde das Christentum der einzig erlaubte Glaube im Römischen Reich.

## Völkerwanderung
Etwa ab 400 drangen während der Völkerwanderung verschiedene germanische Stämme, die meist Arianer waren, in den Donauraum ein. Um 450 wirkte der hl. Valentin in Boiotro (Passau), im Osten gründete der hl. Severin in Favianis (Mautern) ein Kloster und half der Bevölkerung.
Nach Severins Tod zogen sich die Römer 489 aus den Gebieten nördlich der Alpen (Ufernoricum) zurück. Im Süden blieben die kirchlichen Strukturen im Reich Odoakers (ab 476) und im Ostgotenreich (ab 493) zum Großteil erhalten.
Im 6. Jahrhundert drangen Slawen in das Gebiet östlich von Lentia (Linz) ein, im Osten und Südosten des heutigen Österreich siedelten die Awaren. Im Westen ließen sich ab etwa 500 die Baiern nieder, um Brigantium (Bregenz) war das Wohngebiet der Alamannen. Da die eingewanderten Stämme Heiden waren, wurden die kirchlichen Strukturen zum Großteil vernichtet und die Christen bildeten nur mehr eine Minderheit.
Im Jahr 574 ist wahrscheinlich auch der Bischofssitz von Augusta Vindelicorum (Augsburg) nach Sabiona (Säben bei Klausen) verlegt worden. Möglich ist auch, dass das Bistum Augsburg aufgelassen wurde und Säben unabhängig davon, von Aquileia aus, gegründet wurde. Als Bischöfe dieser Zeit werden Materninus († um 578) und der hl. Ingenuinus († um 605) erwähnt, die für den östlichen Teil der Provinz Rätien (Vindelica oder Raetia secunda) zuständig waren. Über die weitere Geschichte dieses Bistums gibt es bis ins 8. Jahrhundert fast keine Quellen.

## Missionierung nach der Völkerwanderung
| Gründung | Sitz            | Bemerkung                                     |
| -------- | --------------- | --------------------------------------------- |
| vor 70?  | Aquileia        | 1751 aufgehoben                               |
| vor 343? | Aguntum         | in der Völkerwanderung untergegangen          |
| vor 343  | Lauriacum       | in der Völkerwanderung untergegangen          |
| vor 343  | Teurnia         | in der Völkerwanderung untergegangen          |
| vor 343  | Virunum         | in der Völkerwanderung untergegangen          |
| um 450   | Chur            |                                               |
| vor 500  | Augsburg        |                                               |
| um 574   | Säben           | ab etwa 932 in Brixen                         |
| 585      | Konstanz        | 1827 aufgelöst                                |
| 739      | Salzburg        | 798 Erzbistum (1. Bischof in Salzburg um 696) |
| 739      | Passau          |                                               |
| 739      | Freising        | ab 1818/21 in München                         |
| 1009     | Raab            | (ungarisch: Győr)                             |
| 1072     | Gurk            | ab 1787 in Klagenfurt                         |
| 1215     | Chiemsee        | 1818 aufgelöst                                |
| 1218     | Seckau          | ab 1782 in Graz                               |
| 1228     | Lavant          | ab 1859 in Marburg                            |
| 1461     | Ljubljana       | 1961 Erzdiözese                               |
| 1469     | Wien            | 1722 Erzdiözese                               |
| 1469     | Wiener Neustadt | 1785 aufgelöst                                |
| 1777     | Steinamanger    | (ungarisch: Szombathely)                      |
| 1785     | Linz            |                                               |
| 1785     | St. Pölten      |                                               |
| 1786     | Leoben          | 1859 aufgelöst                                |
| 1960     | Eisenstadt      |                                               |
| 1964     | Innsbruck       |                                               |
| 1968     | Feldkirch       |                                               |

Die Neuchristianisierung ging bereits im 6. Jahrhundert vom christlich gewordenen Frankenreich aus, das versuchte, die Herrschaft über die Baiern und das Drautal (Süd- und Osttirol) zu erlangen. Sie setzten um 550 das Adelsgeschlecht der Agilolfinger ein.
Um 600 wirkten die iroschottischen Missionare Agilus und Eustasius im bayrischen Alpenvorland und Columban und Gallus im Bodenseegebiet als Glaubensboten.
Aus Worms kommend missionierte der hl. Rupert zuerst in Regensburg und errichtete dann auf den Ruinen der römischen Stadt Iuvavum (Salzburg) um 696 das Männerkloster St. Peter und um 714 das Frauenkloster Nonnberg. Er gilt daher als Gründer der Stadt Salzburg und der gleichnamigen Diözese.
Durch Bonifatius erhielten 739 die Diözesen Freising, Passau, Regensburg und Salzburg die päpstliche Bestätigung. Dabei wurden auch die Diözesangrenzen festgelegt. Ab 767 missionierte Modestus die Slawen in Kärnten, als Virgil Bischof von Salzburg war. In dieser Zeit entstanden die Klöster Mondsee (748 von Herzog Odilo gestiftet), Innichen (769) und Kremsmünster (777). Die letzten beiden Klöster sind Gründungen des Herzogs Tassilo.
Karl der Große besiegte von 791 bis 796 die Awaren und gründete eine Mark im Osten. Von Passau wurde der nördlich der Alpen gelegene Teil, von Salzburg wurden Kärnten, Steiermark und Westungarn missioniert. Bei den neuerrichteten Kirchen lässt sich die Diözesanzugehörigkeit häufig durch die Kirchenpatrone Stephanus für Passau und Rupert für Salzburg ablesen. Um 800 wurden die Klöster in St. Florian und in St. Pölten gegründet.
798 wurde Salzburg unter Bischof Arno ein Erzbistum, dem die Suffraganbistümer Freising, Neuburg, Passau, Regensburg und Säben unterstanden.
Durch die Einfälle der Magyaren ab 900 wurden viele Kirchen und Klöster im nördlichen Alpenvorland zerstört. Erst nach der Schlacht auf dem Lechfeld am 10. August 955 konnte mit einem Neuaufbau begonnen werden.
976 wurde Leopold I. aus dem Geschlecht der Babenberger als erster Markgraf mit dem Gebiet östlich der Enns belehnt. In den folgenden Jahrzehnten wurde die Mark systematisch nach Osten bis zu March und Leitha (1043), später auch nach Norden bis zur Thaya ausgedehnt.
Um den kirchlichen Wiederaufbau machte sich vor allem der Passauer Bischof Pilgrim verdient. Er förderte die Missionierung der Magyaren durch den Mönch Prunwart (oder Brun) von St. Gallen, die durch die Taufe des Árpádenfürsten Géza und seines Sohnes Stephan im Jahre 975 oder 985 erfolgreich war.
Das Árpádenreich wurde jedoch nicht dem Bistum Passau unterstellt, sondern konnte durch Gründung des Erzbistums Gran kirchliche Unabhängigkeit erreichen.
In den systematisch gerodeten und besiedelten Gebieten wurden von Bischöfen oder Adeligen auf ihrem Grundbesitz Eigenkirchen und Pfarren errichtet. Dokumente über die Gründungsjahre fehlen aber meist. Mitte des 12. Jahrhunderts war diese Tätigkeit zum Großteil abgeschlossen.
Für den Unterhalt der Geistlichen und für soziale Unterstützung wurde von den Gläubigen ein Zehent eingehoben. Die Priester waren zum Zölibat verpflichtet, hielten ihn aber oft nicht. Bis zur Mitte des 11. Jahrhunderts konnten Kinder aus diesen unehelichen Verbindungen in den geistlichen Stand eintreten, danach wurde dies verboten.
1072 wurde das Bistum Gurk in Kärnten als erstes Salzburger Eigenbistum gegründet. Seit dem 11. Jahrhundert wurden Wallfahrten ins Heilige Land, nach Rom, Santiago de Compostela oder Aachen üblich.
Als Mittelpunkte der Seelsorge wurden zahlreiche Klöster gegründet. Meist gab es an diesen Orten bereits vorher Chorherren (Vereinigungen von Weltpriestern). Die Klöster waren in der Regel auch Zentren der Bildung (Klosterschulen), der Armenfürsorge und der Kultur (Bibliotheken, Schreibstuben). Missstände und Zeiten eines Nachlassens des Ordensgeistes machten immer wieder Reformen notwendig. Die von Gorze ab 1030 ausgehende Gorzer Reform förderte eine innere Erneuerung unter strenger Beachtung der Benediktusregel. Vor allem die Bischöfe Altmann von Passau († 1091) und Konrad I. von Salzburg († 1147) reformierten bestehende Klöster und förderten Kanonikerstifte. Die von Cluny ausgehende Reform bekämpfte das Eigenkirchenwesen und betonte die Feier der Liturgie sehr stark. Sie wurde ausgehend vom Kloster Hirsau (Hirsauer Reform) erst ab 1120 in Österreich wirksam.
Der hl. Markgraf Leopold III. gründete um 1108 das Stift Klosterneuburg und verlegte seine Residenz dorthin.

## Vom Investiturstreit bis zur Reformation
Im Investiturstreit (um 1100) standen die Bischöfe von Passau (Altmann, Ulrich I.) und die Erzbischöfe von Salzburg (Gebhard, Konrad I.) meist auf der Seite des Papstes und wurden zeitweise vom Kaiser aus ihren Bistümern vertrieben.
Die Zisterzienser, entstanden aus einer Reform des Benediktinerordens, gründeten die ersten Klöster 1129 in Rein und 1133 in Heiligenkreuz.
Ab dem 12. Jahrhundert beanspruchten die Päpste das Recht, bestimmte geistliche Ämter zu besetzen (Reservationsrecht). Die teilweise sehr hohen Taxen, die an die Kurie in Rom zu bezahlen waren, wirkten sich negativ auf die Qualität der bestellten Geistlichen aus. Um die hohen Kosten auszugleichen, bemühten sich viele Pfarrer vor allem um den Erwerb von Pfründen und stellten für die Seelsorge oft nur schlecht ausgebildete Vikare oder Kapläne an. Dieses Besitzstreben und der unsittliche Lebenswandel waren ein Ärgernis für die Gläubigen. Dekrete und Synoden der Obrigkeit konnten diese Missstände nicht beseitigen.
Neben dem Unterricht an Klosterschulen und Domschulen wurde Elementarunterricht auch an Pfarrschulen erteilt, ab dem 13. Jahrhundert auch an städtischen Schulen.

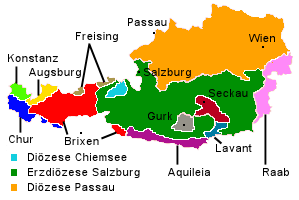
Diözesaneinteilung Österreichs um 1250

Der Johanniterorden errichtete 1209 in Mailberg seinen Hauptsitz, der Deutsche Orden wird 1202 in Bozen erstmals erwähnt, 1210 wurde die heute noch bestehende Niederlassung in Wien errichtet.
Als erste Bettelorden ließen sich 1217 die Dominikaner in Friesach (Kärnten) und 1230 die Franziskaner in Wien nieder. Sie wurden anfangs von manchen Bischöfen bekämpft, da sie nicht ihrer Jurisdiktion unterstanden. Markgraf Otakar IV. von Steiermark errichtete 1165 in Seiz (heute Žiče, Slowenien) das erste Kartäuserkloster. Erst viel später folgten die Kartausen Mauerbach (1316), Gaming (1330) und Aggsbach (1380).
Die Bischöfe von Brixen waren seit Beginn des 11. Jahrhunderts auch weltliche Herren von Tirol. Ihre Macht wurde Mitte des 12. Jahrhunderts durch die Grafen von Tirol immer mehr eingeschränkt. Erfolgreicher waren die Erzbischöfe in Salzburg, die etwa ab der Mitte des 13. Jahrhunderts auch eine weltliche Herrschaft errichten konnten.
Leopold VI. bemühte sich um 1200, in Wien eine eigene Diözese zu errichten, scheiterte aber am Widerstand des Passauer Bischofs. Die Salzburger Erzbischöfe gründeten auf ihrem Gebiet 1215 das Bistum Chiemsee, 1218 das Bistum Seckau und 1228 die Diözese Lavant.
Nach dem Tod des letzten Babenbergers Friedrich der Streitbare im Jahr 1246 wurde Österreich zunächst von Přemysl Ottokar und ab 1278 von Habsburger Rudolf I. regiert, der die Herrschaft der Habsburger begründete, die bis 1918 dauern sollte. Die Habsburger versuchten in der Folgezeit ihre Kandidaten als Bischöfe in den Bistümern ihres Herrschaftsbereiches durchzusetzen, was ihnen meist auch gelang. In der Diözese Passau gerieten sie dabei oft in Konflikt mit den Wittelsbachern.
Gesicherte Berichte über das Auftreten von Waldensern, die u. a. von der Kirche Armut forderten, gibt es ab 1250. Um 1300 soll es 80.000 Anhänger in Österreich gegeben haben. Die meisten wurden bis 1400 bekehrt, eine Verbrennung von 100 „Ketzern“ wird 1397 in Steyr berichtet.
Rudolf der Stifter scheiterte bei seinen Bemühungen, in Wien eine Diözese zu errichten. Er ließ die Wiener Stephanskirche zu einem gotischen Dom umbauen und errichtete ein Domkapitel. Er konnte 1365 die Universität Wien gründen, die aber erst 1384 eine Theologische Fakultät erhielt. Sie war eine Hochburg des Nominalismus, spielte eine bedeutende Rolle bei den Reformkonzilien von Konstanz (1414–1418) und Basel (1431–1449) und war bis etwa 1450 die führende Universität im deutschen Sprachraum. Von den Theologen sind vor allem Nikolaus von Dinkelsbühl, Franz von Retz und Konrad Celtis erwähnenswert.
Die vom Konzil von Konstanz geforderte Reform der Klöster wurde ab 1419 durch den Abt von Melk Nikolaus von Seyringer (Melker Reform) auch in Bayern und Ungarn wirksam, konnte sich aber auf Dauer nicht durchsetzen.
Ab dem 14. Jahrhundert wurden Wallfahrten zu lokalen Heiligtümern häufig, obwohl Bischöfe deren Auswüchse einzudämmen versuchten. Im 15. Jahrhundert nahm die Zahl der kirchlichen Feiertage zu. 58 pro Jahr gab es im Stift Admont. Beliebt waren Prozessionen, bis zu 20 gab es in manchen Pfarren, Höhepunkt war die Fronleichnamsprozession.
Die Heiligenverehrung wurde durch Legenden gefördert, und es wurden Zuständigkeiten für die Heiligen eingeführt. (Siehe auch: Vierzehn Nothelfer.) Die Marienverehrung erreichte mit Rosenkranzgebet, dem Aufstellen von Marienaltären und zahlreichen Mariendarstellungen ihren Höhepunkt. Bildlichen Darstellungen von Heiligen wurde fast göttliche Heilwirkung zugeschrieben. Stark verbreitet war auch die Reliquienverehrung.
Die Gläubigen suchten nach sichtbaren Zeichen des Heils und wollten schon im Diesseits ihr Seelenheil sichern. Ein Mittel dazu waren Ablässe, die ab 1500 auch durch Geldspenden erworben werden konnten, beliebt waren auch Stiftungen von Messen (Seelenmessen) oder Schnitzaltären.
Ende des 15. Jahrhunderts waren hohe kirchliche Ämter (Bischof, Abt, Domkapitel) dem Adel reserviert. Die Auswüchse der mittelalterlichen Frömmigkeit wurden von den Humanisten und sogar von Bischöfen, wie z. B. von Berthold Pürstinger, kritisiert, die eine Rückkehr zu den Quellen des Christentums forderten.
In den Hussitenkriegen ab 1420 wurde der Norden Niederösterreichs verwüstet. Eine zeitweilige Wiedervereinigung der Hussiten mit Rom gelang dem Brixener Bischof und Kardinal Nikolaus von Kues, der nach Streitigkeiten mit Herzog Sigismund von Tirol nach Rom flüchten musste.
Johannes von Capestrano gründete zahlreiche Franziskanerklöster und errichtete 1451 eine Franziskanerprovinz für Österreich. Er sammelte ab 1454 durch Predigten in Wien und Ungarn ein Kreuzzugsheer gegen die Türken, das 1456 bei Belgrad einen Sieg erringen konnte.
Kaiser Friedrich III. erwirkte 1469, dass Papst Paul II. auf Passauer Diözesangebiet das Bistum Wien und auf Salzburger Diözesangebiet das Bistum Wiener Neustadt errichtete. Weil Wien ein armes Bistum mit wenigen Pfarren war, residierte erst Bischof Georg Slatkonia ab 1513 tatsächlich in Wien.
Wenn nicht eigens erwähnt, beziehen sich die folgenden Ereignisse auf die katholische Kirche.

## Reformation und Gegenreformation

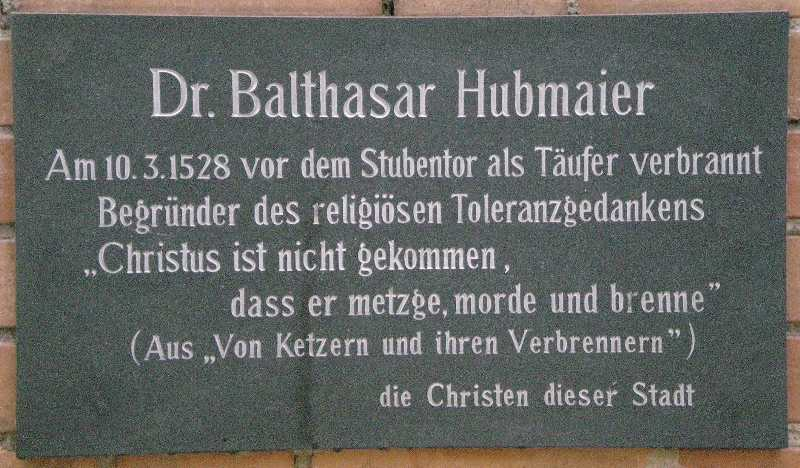
Gedenkstein für den Täufermärtyrer Hubmaier

Ab Ende 1520 wurden reformatorische Druckschriften, trotz eines Verbotes durch die Obrigkeit, in Österreich verbreitet. Der wichtige katholische Priester Paul Speratus vertrat evangelische Ideen, und am 12. Januar 1520 predigte er im Wiener Stephansdom erstmals öffentlich reformatorische Glaubensinhalte. In den Bergwerksstädten Hall in Tirol, Schwaz, Rattenberg und Schladming waren es sächsische Bergleute, die evangelisches Glaubensgut verbreiteten, was infolge kirchlichen Missständen auf reges Interesse, Anklang und Zustimmung stiess. Viele Gläubige, der niedere Klerus und vor allem Mönche nahmen den neuen evangelischen Glauben an. Weil auch die adeligen Grundherren zur lutherischen Lehre übertraten und auf ihren Gütern und Pfarren die Glaubensneuerung förderten, konnte sich die Reformation rasch ausbreiten und durchsetzen. Um 1530 war das österreichische Gebiet durch diese Einflüsse größtenteils evangelisch geworden. Um 1580 wurden folgende adlige Geschlechter erwähnt: Dietrichstein, Liechtenstein, Rogendorf, Starhemberg, Zinzendorf, Polheim, Jörger zu Tollet und Kreusbach, Eyczing, Perckhaim, Perckirchen, Puchheim, Kirchberger, Zelcking, Mamming, Losenstein, Tschernembl, Salm, Strein, Rauber, Grabner zu Rosenburg sowie Ennenkel.
In Niederösterreich hatten bis 1530 etwa 90 Prozent aller Bewohner das lutherische Bekenntnis angenommen, Oberösterreich war ab 1525 mehrheitlich evangelisch und Kärnten war zwischen 1525 und 1627 ein protestantisches Gebiet. Im Tirol waren die Bergbaugebiete und regionale Zentren Orte der Reformation, im Vorarlberg konnte der neue Glaube nur bei wenigen städtischen Händlern und Unternehmern Fuss fassen.
Die Täuferbewegung war besonders in Tirol ab 1525 weit verbreitet, ihre Ideen wurden von vielen Täufermissionaren, darunter Hans Hut, Balthasar Hubmaier und Jakob Hutter, verbreitet. Mit Beginn der Konfessionalisierung der Täuferbewegung können in Österreich die Gemeinderichtungen der Hutterer (zunächst in Tirol und im Weinviertel) wie der Philipper (in Steyr, Linz und Gmunden) genannt werden. Charakteristische Merkmale waren die Gläubigentaufe und das Eintreten für eine Freiwilligkeitskirche. Sie wurden von der Obrigkeit ab 1527 als Ketzer verfolgt. Etwa 1000 Märtyrer der Täuferbewegung wurden in Österreich hingerichtet. Erst nach 1544 ließ die Verfolgung nach. Zuflucht fanden die Täufer in Mähren, wo unter der Leitung Jakob Hutters die Bewegung der in Gütergemeinschaft lebenden Hutterer entstand.
Ferdinand I. und der Salzburger Erzbischof Matthäus Lang versuchten, durch Visitationen den Niedergang in Klerus und Klöstern aufzuhalten, die Reformation zu bekämpfen und vor allem die Evangelischen von der staatlichen und kirchlichen Macht fern zu halten. Da er die Landstände für die Abwehr der Türken benötigte, die 1529 zum ersten Mal Wien belagerten, war er zu Zugeständnissen genötigt.
1555 erhielten die Landesherren durch den Augsburger Religionsfrieden das Recht, die Konfession ihres Territoriums zu bestimmen, Andersgläubige wurden nicht mehr als Ketzer behandelt, konnten aber zur Auswanderung gezwungen werden. Praktisch hatte dies keine Folgen, da die Adeligen in ihren Eigenkirchen protestantisch gesinnte Pfarrer einsetzten und durch den Mangel an geistlichem Nachwuchs viele Pfarren unbesetzt blieben. In der Folgezeit existierten beide Konfession nebeneinander, eine strenge Trennung in Katholiken und Protestanten war aber oft nicht möglich.

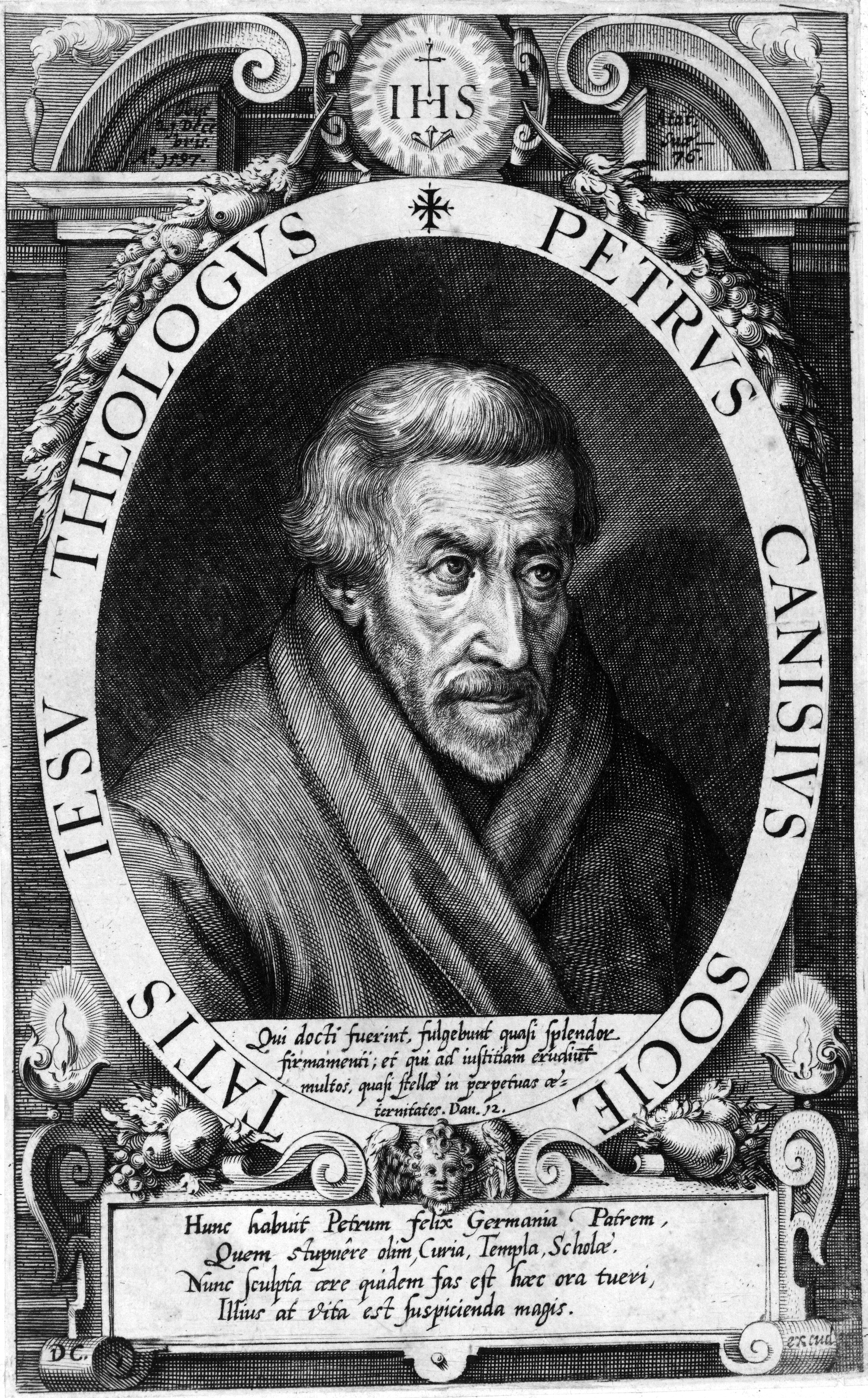
Petrus Canisius

Ferdinand I. berief 1551 die Jesuiten nach Wien. In ihren Schulen wurden die zukünftigen Bischöfe und Entscheidungsträger ausgebildet. Vor allem Petrus Canisius bemühte sich in dieser Zeit durch Predigten und seinen Katechismus um eine Stärkung des katholischen Glaubens.
Unter Maximilian II., der von 1564 bis 1576 regierte und mit der Religionskonzession dem Adel freie Religionsausübung gestattete, erreichte der Protestantismus in Österreich seinen Höhepunkt. Am 22. Dezember 1567 erließ Maximilian unter Umgehung des Bischofs von Passau eine Generalordnung für Stifte und Klöster, in der er unter anderem eine Abschaffung des Konkubinats anordnete.
Obwohl Maximilians Sohn und Nachfolger Rudolf II. religiös eher indifferent war, begann ab etwa 1580 die Gegenreformation. Bischöfe, die in Jesuitenschulen ausgebildet worden waren, und Äbte, die oft aus dem Ausland stammten, begannen die Beschlüsse des Konzils von Trient (1545–1563) umzusetzen. Manche Reformen des Konzils, wie etwa die Gründung des Wiener Priesterseminars, wurden erst 1758 verwirklicht. Zeitgleich mit der Repression gegen die Protestanten kam es nach 1600 zur Gründung vieler Klöster, Kirchen und Kapellen in den Städten zur Förderung der katholischen Frömmigkeit.
Im Zuge der Auseinandersetzung zwischen Kaiser Rudolf II. mit seinem Bruder Matthias musste Matthias mit der Capitulations-Resolution 1609 den Ständen die freie Religionsausübung wieder zusichern, um deren Huldigung zu erreichen. Das folgende Jahrzehnt war noch einmal eine Blütezeit des Protestantismus in den habsburgischen Donauländern, insbesondere im Land ob der Enns. In diesem Zusammenhang ist die Lehrtätigkeit zahlreicher namhafter Personen, darunter Johannes Kepler, an der evangelischen Linzer Landschaftsschule zu nennen. Der politische Architekt der oppositionellen Ständepolitik war Georg Erasmus von Tschernembl. In der zweiten Hälfte des 16. Jahrhunderts wurde das niederösterreichische Schloss Rosenburg unter Leopold Grabner zu Rosenburg und Sebastian II. Grabner zu Rosenburg zu einem Zentrum der Österreichischen Reformationsgeschichte.
Mit dem Regierungsantritt Ferdinands II., der bereits in Innerösterreich die Gegenreformation energisch vorangetrieben hatte, begann sich die Lage zu verschärfen. Die Stände der Donauländer schlossen sich 1619 durch die Konföderationsakte (Confoederatio Bohemica) der Rebellion in Böhmen an, mussten aber in der Schlacht am Weißen Berg eine katastrophale Niederlage hinnehmen. Ab diesem Zeitpunkt setzte sich die Gegenreformation in Österreich endgültig durch. Sie wurde neben den Jesuiten vor allem von Kapuzinern, Serviten und Barnabiten getragen und wurde von den Bischöfen Melchior Klesl in Wien, Martin Brenner in Seckau, Georg Stobäus in Lavant, Wolf Dietrich von Raitenau und später durch Markus Sittikus Graf von Hohenems in Salzburg gefördert.
Die Folge der Niederlage der Stände war die Enteignung der niederösterreichischen Aufständischen und die Verpfändung Oberösterreichs an Bayern. Die dort von den Bayern durchgeführte Rekatholisierung gipfelte im Oberösterreichischen Bauernkrieg von 1626. Nach der Niederlage der Bauern wurden die protestantischen Adeligen vor die Wahl Emigration oder Konversion gestellt, die evangelischen Prediger wurden ausgewiesen.
Ab etwa 1600 wanderten Protestanten aus Österreich aus. Ihre Zahl wird auf 100.000 bis 200.000 geschätzt. Ein prominentes Beispiel ist der 1628 mit seinen Eltern emigrierte Justinian von Welz, der später im lutherischen Bereich zu einem Vorreiter der Weltmission wurde. Nach dem Ende des Dreißigjährigen Krieges war Österreich ab etwa 1650 überwiegend katholisch. In den Alpengebieten, in Oberösterreich und in Ungarn konnten kleinere Gruppen als Geheimprotestanten ihren Glauben bewahren. Sie zeigten sich äusserlich als Katholiken, aber innerlich hingen sie weiterhin der evangelischen Lehre an. Erst durch das Toleranzpatent 1781 von Joseph II. konnten evangelische Christen ihren Glauben wieder öffentlich sichtbar praktizieren.
1631 verlieh Ferdinand II. den Reichsfürstentitel an die Wiener Bischöfe.
Etwa ab 1650 wurde die Marienverehrung durch Mariensäulen und Vermehrung der Marienwallfahrtsorte gefördert. Die starke Betonung der Passionsfrömmigkeit manifestierte sich in der Errichtung von Kreuzwegen, Kalvarienbergen und Feldkreuzen. Die Entdeckung der römischen Katakomben führte zu einer verstärkten Reliquienverehrung der Märtyrer.

## Staatskirchentum und Josephinismus

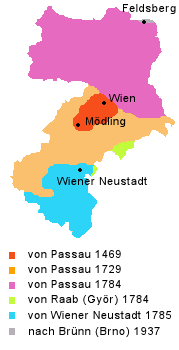
Entwicklung der Erzdiözese Wien

Die Glaubenseinheit machte auch Kräfte für die Abwehr der Türken frei. Nach der Zweiten Wiener Türkenbelagerung im Jahr 1683 wurden Ungarn und Siebenbürgen erobert. Als Feldherr ist Prinz Eugen bekannt, als Prediger und Seelsorger wirkte der Kapuziner Marco d’Aviano bei diesen Feldzügen. Diese Erfolge wurden nach außen durch barocke Um- und Neubauten von Kirchen und Klöstern sichtbar gemacht.
1722 wurde Wien in den Rang einer Erzdiözese erhoben, der die Diözese Wiener Neustadt als Suffraganbistum unterstellt wurde. 1729 wurde das Gebiet der neuen Erzdiözese um Pfarren zwischen Wien und Wiener Neustadt erweitert.
Aus der Erzdiözese Salzburg wurden 1731 durch Leopold Anton Graf von Firmian etwa 20.000 Salzburger Exulanten und 1837 unter Friedrich Johannes Jacob Cölestin von Schwarzenberg etwa 400 Protestanten vertrieben.
Aufklärung und Absolutismus führen zu immer größeren Eingriffen des Staates in kirchliche Angelegenheiten. Erste Ansätze werden bei Maria Theresia und ihrem Kanzler Wenzel Anton Graf Kaunitz etwa ab 1750 sichtbar. Der seit 1780 allein regierende Erzherzog und deutsche Kaiser Joseph II. gründete neue Diözesen (Leoben, Linz und St. Pölten), veränderte bestehende Diözesangrenzen, hob alle beschaulichen Orden auf und gründete neue Pfarren. Die Priester wurden zu Staatsbeamten. Selbst die Reise von Papst Pius VI. nach Wien im Jahr 1782 konnte den Kaiser nicht von seinen Reformplänen abbringen. (Siehe auch: Josephinismus.)
Seine Toleranzpatente ermöglichten Griechisch-Orthodoxen, Protestanten (1781) und Juden (1782) die freie private Religionsausübung – mit Einschränkungen. Der Vorrang der katholischen Kirche blieb weiterhin bestehen. 1781 konstituierten sich die Evangelische Kirche A.B. (auch lutherische Kirche) und die Evangelische Kirche H.B. (auch reformierte Kirche).
Der Reichsdeputationshauptschluss von 1803 beendete die weltliche Herrschaft der Bischöfe von Brixen und Salzburg. 1816 kam die Erzdiözese Salzburg zu Österreich.
Als Gegner der Aufklärung wirkte Clemens Maria Hofbauer ab 1808 in Wien. Er bemühte sich um eine religiöse Erneuerung und übte großen Einfluss auf Gelehrte, Künstler, Dichter und Diplomaten aus, die er im Hofbauer-Kreis um sich scharte.

## Liberalismus
Seit 1848 gab es mehrere gesetzliche Vorstöße zur Glaubens- und Gewissensfreiheit und zum Ende des Staatskirchentums. Im Jahr 1848 versammelten sich die Bischöfe der Salzburger Kirchenprovinz zu einer Synode. Das Ministerium für Inneres berief 1849 erstmals eine österreichische Bischofskonferenz und eine evangelische Kirchenversammlung ein. Der Wiener Erzbischof Joseph Othmar Ritter von Rauscher war maßgeblich daran beteiligt, dass 1855 mit dem Heiligen Stuhl ein Konkordat abgeschlossen wurde. Die evangelischen Kirchen erhielten durch das Protestantenpatent 1861 volle Autonomie.

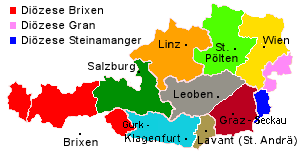
Österreichische Diözesen um 1850

Durch das liberale Staatsgrundgesetz von 1867 wurde das Konkordat teilweise außer Kraft gesetzt. In einem Hirtenbrief rief Bischof Franz Joseph Rudigier zum Widerstand gegen die Maigesetze von 1868 auf, mit denen der Staat u. a. in die kirchliche Ehegerichtsbarkeit eingriff. Als Rudigier dem Gericht vorgeführt wurde, kam es erstmals zu öffentlichen Demonstrationen der katholischen Bevölkerung. Der Bischof wurde zu einer Haftstrafe verurteilt, vom Kaiser aber begnadigt. Die Dogmatisierung der Unfehlbarkeit des Papstes war 1870 der Vorwand für die Kündigung des Konkordats durch die Regierung. Kaiser Franz Joseph konnte jedoch einen offenen Kulturkampf verhindern.
1868 wurde unter dem Kirchenreformer Karl August Forstner zunächst die neukatholische (deutschkatholische) und schließlich die unitarische Kirche zu Wien gegründet, die jedoch (anders als die ungarisch-siebenbürgischen Unitarier) keine staatliche Anerkennung erfuhr. 1870 wurde die altkatholische Kirche gegründet, die 1877 in Österreich anerkannt wurde. Die damals in Wien entstandenen Freikirchen (Baptisten 1869, Methodisten 1870, später Adventisten) wurden aber nicht anerkannt und hatten einen rechtlich unklaren Status (das Vereinsgesetz war ausdrücklich nicht auf Religionsgemeinschaften anzuwenden). Wiederholt wurden Versammlungen in Privatwohnungen polizeilich aufgelöst. Im Rahmen der Josephinischen Kolonisation waren bereits im 18. Jh. Mennoniten in Galizien angesiedelt worden.
1848 wurde die Wiener Kirchenzeitung und 1893 die Zeitung Reichspost gegründet. Damals entstanden auch zahlreiche katholische Vereine und viele weibliche Ordensgemeinschaften.
Karl Freiherr von Vogelsang († 1890) begründete die Christlichsoziale Bewegung und beeinflusste Politiker wie Karl Lueger, den Gründer der Christlichsozialen Partei, Franz Martin Schindler und Aloys Prinz von Liechtenstein. Der spätere Kardinal Anton Joseph Gruscha gründete katholische Gesellen- und Meistervereine. Zu große Stadtpfarren und das fehlende Verständnis des Klerus führten dennoch zu einer religiösen Entfremdung der Arbeiter.
Gesamtösterreichische Katholikentage fanden 1877, 1889 und 1905 in Wien, 1892 in Linz und 1896 in Salzburg statt. 1912 wurde vom 12. bis 15. September der 23. Eucharistische Weltkongress in Wien abgehalten.

## Erste Republik
Mit dem Zerfall der Habsburgermonarchie erlosch das Ernennungs- und Bestätigungsrecht, das der Kaiser in der katholischen Kirche hatte. Die Grenzänderungen führten zu einer Neuorganisation der Diözesen. Von 1922 bis 1949 waren die Erzbischöfe von Wien gleichzeitig Apostolische Administratoren des Burgenlandes. Südtirol – und damit auch Brixen – war nach dem Ersten Weltkrieg zu Italien gekommen, weshalb ab 1921 ein Administrator für die Bundesländer Tirol und Vorarlberg mit dem Sitz in Innsbruck eingesetzt wurde.
Da es in Österreich kein Konkordat gab, versuchte die katholische Kirche ihre Ansprüche mit Hilfe der Christlichsozialen Partei durchzusetzen, mit der sie auch personell eng verbunden war. Sozialdemokraten und Kommunisten waren meist atheistisch eingestellt und forderten eine völlige Trennung von Kirche und Staat, wie bereits zuvor die Freikirchen.
In den politischen und oft auch gewaltsamen Auseinandersetzungen dieser Jahre stand die katholische Kirche klar auf Seiten der Christlichsozialen Partei. Am augenscheinlichsten wurde dies in der Person des Prälaten Ignaz Seipel, der zwei Mal Bundeskanzler der Republik wurde (1922–1924; beim zweiten Mal gleichzeitig Außenminister: 1926–1929). Von der politischen Opposition erhielt er nach der blutigen Niederschlagung von Protesten anlässlich des Schattendorfer Urteils im Juli 1927 den Beinamen „Prälat ohne Milde“. Nicht zuletzt diese Polarisierung veranlasste die katholische Bischofskonferenz am 30. November 1933, den Priestern politische Tätigkeiten zu verbieten.
In diese Zeit fallen die Gründung des Canisiuswerkes zur Förderung der Priesterberufe, der Schwesternvereinigung Caritas Socialis und des Seelsorgeinstitutes. Pius Parsch gab vom Stift Klosterneuburg aus entscheidende Anstöße für die Erneuerung der Liturgie.
1933 errichtete Bundeskanzler Engelbert Dollfuß unter Abschaffung des Parlamentarismus den austrofaschistischen Ständestaat auf Basis der christlichen Soziallehre, insbesondere der Enzykliken „Rerum Novarum“ (1891) und „Quadragesimo anno“ (1931). Unterstützung fand er deshalb bei den Bischöfen und vielen Katholiken. Noch im selben Jahr wurde ein neues Konkordat zwischen Österreich und dem Heiligen Stuhl abgeschlossen. Da es 1934 nur vom Parlament des Ständestaates ratifiziert wurde, gab es später Zweifel an seiner Gültigkeit.
Den evangelischen Christen fiel ein Bekenntnis zum Ständestaat schwer, da dieser den Katholizismus begünstigte; viele unterstützten den illegalen Nationalsozialismus. Als der Bevollmächtigte der evangelischen Kirche, Johannes Heinzelmann, im Neujahrshirtenbrief 1937/38 Kritik an der nationalsozialistischen Weltanschauung übte, wurde ihm das Vertrauen entzogen. Er legte 1938 sein Amt zurück.
In der katholischen Kirche lehnte der Linzer Bischof Johannes Maria Gföllner in Hirtenbriefen 1929 und noch deutlicher 1933 den Nationalsozialismus ab. Auch der Fastenhirtenbrief der österreichischen Bischöfe 1932 warnte vor den Folgen. Andererseits sympathisierten viele Katholiken mit dem Nationalsozialismus.
Seit etwa 1850 begannen freikirchliche Gruppen in Wien, etwa die Baptisten, aber auch Anhänger von Swedenborg. Zwei Tageszeitungen brachten  Serien über „Sekten in Wien“ in den Jahren 1906 und 1937; daraus ergben sich Querschnitte durch die religiöse Szene, was die neben großen Volkskirchen bestehenden kleineren Religionsgemeinschaften betrifft.

## Nationalsozialismus

### Anschluss 1938 und folgende Umstellungen
Nach dem Einmarsch von Truppen Hitlers unterzeichnete der Wiener Erzbischof Theodor Innitzer gemeinsam mit den anderen Bischöfen am 18. März 1938 eine von Gauleiter Bürckel angeregte Feierliche Erklärung der österreichischen Bischöfe, die den Anschluss Österreichs an das nationalsozialistische Deutsche Reich befürwortete. Für die evangelische Kirche verfasste Superintendent Hans Eder am 9. April eine ähnlich positive Erklärung.
Innerhalb der Evangelischen Kirche gab es vor allem anfangs starke Sympathien für den Nationalsozialismus. Evangelische Pfarrer wurden als Partei-Anwärter jedoch aus Prinzip abgelehnt; ein kirchlich-seelsorgerliches Amt galt als unvereinbar mit der NSDAP-Mitgliedschaft.
Am 7. Oktober 1938 predigte Kardinal Innitzer beim Rosenkranzfest im Stephansdom von Christus als einzigem Führer. Daraufhin formierte sich eine Kundgebung am Stephansplatz, die von Nationalsozialisten als Provokation empfunden wurde, und sie verwüsteten am folgenden Tag das Wiener Erzbischöfliche Palais, während die Polizei nicht einschritt.
Ab 1. Mai 1939 wurde den Kirchen in Österreich gestattet, Beiträge (Kirchensteuer) einzuheben. Dieses Gesetz trug dazu bei, dass etwa 300.000 Mitglieder aus der Kirche austraten.

### Überblick 1938–1945
Die Hoffnung auf eine Zusammenarbeit mit dem neuen Regime erfüllte sich für die christlichen Kirchen nicht. Die Nationalsozialisten hoben das Konkordat von 1933 auf, lösten katholische und evangelische Vereine auf, hoben zahlreiche Klöster auf und nahmen über 200 kirchliche Gebäude und Stiftungen an sich. Daneben wurden mehr als 1400 Schulen, Heime und Bildungsstätten der Kirche geschlossen. Der Religionsunterricht an Schulen wurde durch mehrere Schikanen fast unmöglich.
In der Zeit des Nationalsozialismus wurden insgesamt 724 Priester und fünf evangelische Geistliche verhaftet, von denen 20 in Haft verstarben oder zum Tod verurteilt und hingerichtet wurden. Mehr als 1500 Priester erhielten Predigtverbot. Die Unterdrückung der Kirche bewirkte die Einführung von Abendmessen und eine verstärkte Mitarbeit von Laien. Bekannte Katholiken, die wegen Widerstandsaktionen hingerichtet wurden, waren Franz Jägerstätter und Maria Restituta (sie wurden 2007 bzw. 1998 seliggesprochen).
Innitzer gründete die „Erzbischöfliche Hilfsstelle für nichtarische Christen“, die Juden bei der Ausreise aus Österreich mit der Beschaffung von dazu nötigen Dokumenten half und Rechtsberatung sowie ärztliche Hilfe organisierte. Evangelischen Juden wurde durch die Schwedische Israelmission in Wien geholfen, so dass viele rechtzeitig ausreisen konnten.
Im Rahmen der Evangelischen Allianz trafen regelmäßig Vertreter aus Freikirchen, Werken (wie dem CVJM) und der Evangelischen Kirche zusammen. Die erhaltenen Protokolle zeigen häufig Bezugnahmen auf die Zeitsituation. Insbesondere der Baptistenprediger Arnold Köster äußerte wiederholt NS-Kritik.

## Zweite Republik
Nach dem Ende des Zweiten Weltkriegs gestattete die Regierung wieder den Religionsunterricht an Schulen.
Das Kirchenbeitragsgesetz von 1939 wurde nicht aufgehoben und hat somit Rechtswirkung für die katholische Kirche, die evangelische Kirche AB und HB sowie für die altkatholische Kirche Österreichs. Das katholische Vereinswesen wurde neu organisiert und in der Katholischen Aktion zusammengefasst.
Am 21. Dezember 1957 wurde das Konkordat von 1933 durch die Bundesregierung grundsätzlich anerkannt, am 23. Juni 1960 wurde eine Zusatzvereinbarung unterzeichnet, die am 12. Juli im Parlament beschlossen wurde. Am 12. Juli 1961 stimmte das Parlament einem entsprechenden Gesetz für die evangelische und am 23. Juni 1967 für die orthodoxe Kirche zu. Seit 1971 bezahlt der Staat die Personalkosten für Lehrer an konfessionellen Privatschulen zur Gänze.

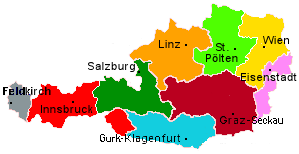
Österreichische Diözesen seit 1968

Am 15. August 1960 wurde die Diözese Eisenstadt, am 6. August 1964 die Diözese Innsbruck und am 15. Dezember 1968 die Diözese Feldkirch errichtet.
Der von 1956 bis 1985 amtierende Wiener Erzbischof Franz König trug maßgeblich zur Aussöhnung zwischen Sozialdemokratie und Kirche bei, war einer der Väter des Zweiten Vatikanischen Konzils, nahm Kontakte mit den Ostkirchen auf und war ein Wegbereiter der Ökumene. Eine seiner ökumenischen Gesten war etwa die im November 1969 erfolgte Aufhebung des seit 1871 bestehenden Interdikts betreffend die altkatholische Sankt Salvatorkirche.
1965 ermöglichte ein Beschluss der Generalsynode der Evangelischen Kirche A. u. H. B. die Frauenordination, die am 11. September 1966 erstmals durchgeführt wurde. Vorerst wurden nur unverheiratete Frauen als Pfarrerinnen zugelassen, erst 1980 wurde diese Bestimmung aufgehoben.

Verhältnis von Katholiken und Evangelischen nach Bundesland (2001)

Die 1973/74 mit den Stimmen der SPÖ beschlossene sogenannte „Fristenlösung“ beim Schwangerschaftsabbruch führte zu heftigen Protesten der katholischen Laien und auch der Bischöfe. Das von der Aktion Leben Österreich initiierte „Volksbegehren zum Schutz des menschlichen Lebens“ erreichte zwar über 890.000 gültige Unterschriften, konnte aber keine Gesetzesänderung erreichen.
Die 1970er Jahre zeigten eine Ausbreitung von Freikirchen. In den folgenden Jahrzehnten gab es ein starkes Wachstum vor allem im pfingstlich-charismatischen Bereich sowie bei Migrationskirchen (z. B. Rumänen oder Afrikaner).
In den 1980er und 1990er Jahren kam es in der österreichischen katholischen Kirche immer wieder zu Spannungen; insbesondere umstrittene Bischofsernennungen, wie jene Kurt Krenns oder die schweren Vorwürfe wegen seinerzeitigen Missbrauchs von Kindern gegen Kardinal Groër sorgten für Aufregung und zahlreiche Kirchenaustritte. Außerdem versuchte ein Teil des Kirchenvolkes 1995, durch das sogenannte Kirchenvolks-Begehren die katholische Kirche zu einem Umdenken in Richtung einer liberaleren Position in gesellschaftspolitischen und innerkirchlichen Bereichen zu bewegen.
Am 10. Jänner 1998 trat ein Gesetz in Kraft, das eine neue Kategorie von sogenannten „religiösen Bekenntnisgemeinschaften“ für nicht anerkannte Kirchen oder Religionsgesellschaften einführte.
Papst Johannes Paul II. kam 1983, 1988 und 1998 zu Besuchen nach Österreich. Bei seiner letzten Reise sprach er auf dem Wiener Heldenplatz die Schwester Maria Restituta Kafka, Jakob Franz Alexander Kern und Pater Anton Maria Schwartz selig.
Papst Benedikt XVI. besuchte 2007 Wien und Mariazell sowie das Stift Heiligenkreuz.
Im Jahr 2013 schlossen sich fünf evangelische Freikirchen (Bund der Baptistengemeinden, Bund evangelikaler Gemeinden, Freie Christengemeinde, die Elaia Christengemeinden und die Mennonitische Freikirche Österreichs) zum Dachverband Freikirchen in Österreich zusammen und erlangten erstmals volle staatliche Anerkennung als Kirchengemeinschaft.